# 萊卡 (動畫公司)
萊卡娛樂（又稱：萊卡），是美國的一家定格動畫製片公司，為耐克的聯合創始人兼董事長菲爾·奈特所擁有，位於俄勒岡州的波特蘭都會區。他的兒子崔維斯·奈特為其總裁兼首席執行長。
該公司有兩個部門，分別為萊卡娛樂長片（Laika Entertainment for feature films）和Laika/house。2014年7月，此工作室被分拆出來，完全集中製作長片。而新的獨立商業部門則稱作HouseSpecial。

## 歷史

### 成立
1990年代末，威爾·文頓工作室因其定格動畫電影和廣告製作而廣受讚譽。並因而尋求籌集更多的資金來製作長篇電影以引入外部投資者，其中包括耐克的所有者菲爾·奈特。當時奈特的兒子崔維斯·奈特也在工作室擔任動畫師。1998年，耐克對工作室進行了初步投資。並在2002年收購陷入了財務困境的威爾·文頓工作室，菲爾·奈特希望透過此舉以實現該工作室製作長篇電影的目標。不久之後，曾執導《聖誕夜驚魂》的導演導演亨利·塞利克加入工作室並擔任監製導演。2005年7月，威爾·文頓工作室正式更名為萊卡（Laika），以1957年蘇聯發射的太空犬萊卡命名。
萊卡成立時設有兩個部門，分別是專注於製作長篇電影的萊卡娛樂（Laika Entertainment），以及專注商業工作、廣告和音樂錄影帶製作的萊卡/豪斯（Laika/house）在成立初期，該工作室宣布了他們的第一項企劃電影項目，包括定格動畫電影《第十四道門》和CGI動畫電影《傑克和班的冒險》的計畫。
2008年，計畫中的第二部電影《傑克和班的冒險》被取消，導致工作室不得不解僱大部分員工。但2009年，由塞利克執導的《第十四道門》公開上映，該電影因而獲得奧斯卡最佳動畫長片獎、英國電影學院獎、金球獎最佳動畫長片獎及安妮獎的八項提名，並獲得包括最佳動畫電影音樂、最佳角色設計和最佳製作設計等獎項。同年，塞利克因不再與工作室續約合同，因此離開了萊卡。年底，工作室解雇了更多電腦動畫部門的員工，以專注於定格動畫製作。

### 2010年代
萊卡的第二部定格動畫長片《派拉諾曼：靈動小子》由山姆·菲爾和克里斯·巴特勒執導，於2012年8月17日上映。該片獲得了奧斯卡最佳動畫長片獎、英國電影學院獎最佳動畫長片獎的提名，也獲得了安妮獎的八項提名，其中包括獲得最佳角色動畫和最佳角色設計等兩個獎項。此時期的工作室則涉足多項合作廣告，包括製作了一系列定格動畫廣告片，服務對象包括蘋果公司、福斯體育、ESPN和可口可樂，2014年7月，萊卡決定拆分廣告部門以專注於長篇電影製作。該獨立商業部門被命名為HouseSpecial。
工作室的第三部電影《怪怪箱》於2014年9月26日上映，改編自艾倫·斯諾的奇幻冒險小說《這裡有怪物！》。該片由安東尼·斯塔奇和格雷厄姆·安納布爾執導。該電影後獲得奧斯卡最佳動畫長片獎、金球獎最佳動畫長片獎提名，以及九項安妮獎提名，包括最佳聲音表演和動畫片製作設計等獎項。第四部電影《酷寶：魔弦傳說》則由崔維斯·奈特執導，於2016年8月19日上映。並獲得奧斯卡最佳動畫長片和最佳視覺效果的提名。此外，該電影還獲得英國電影學院獎最佳動畫長片獎、金球獎最佳動畫長片獎提名，安妮獎十項提名，包括角色動畫、製作設計和剪輯等獎項。
在2015年3月，公司宣布將擴大工作室，以實現每年製作一部電影的目標。第五部電影《大冒險家》由克里斯·巴特勒執導，於2019年4月12日上映。該片獲得了奧斯卡最佳動畫長片獎提名，以及安妮獎八項提名，並贏得金球獎最佳動畫長片獎。

### 2020年代至今
2021年2月8日，萊卡與喊！工廠簽署了一項分銷協議，該協議涵蓋了工作室的前四部電影。 同年3月31日，萊卡宣布將根據約翰·布朗洛（John Brownlow）的動作驚悚小說《十七》製作首部真人電影，約翰·布朗洛是萊卡作品的粉絲。他們還確認了該工作室正在製作他們的第六部定格動畫電影《原木》。

2022年4月27日，萊卡宣布正在製作新的定格動畫電影《夜園管理員》，該作品改編自《黑钱胜地》創作者比爾·杜布克的原始劇本，並由崔維斯·奈特執導。同年10月21日，工作室的前導演塞利克公開承認他將考慮重返萊卡，特別是執導尼爾·蓋曼的另一部小說《巷尾的海洋》的改編作品 。在《第十四道門》上映後，塞利克曾向工作室提出了改編該作品的意願，他表示儘管蓋曼曾暫時拿回了電影改編權，但製片人請求再給他一個機會，而未來關於與蓋曼和萊卡合作製作電影的發展，將取決於同年塞利克執導的作品《惡魔兄弟》的成功。
2023年2月7日，該工作室宣布前Netflix執行官馬特·萊文（Matt Levin）被任命為總裁，該將負責公司的整個真人電影和系列製作，直接向崔維斯·奈特匯報。

## 作品

### 電影
| # | 標題                   | 发行公司 | 美國上映日期  | 預算       | 票房       | RT  | MC |
| - | ---------------------- | -------- | ------------- | ---------- | ---------- | --- | -- |
| 1 | 《第十四道門》         | 焦点影业 | 2009年2月6日  | 6000萬美元 | 1.24億美元 | 90% | 80 |
| 2 | 《派拉諾曼：靈動小子》 | 焦点影业 | 2012年8月17日 | 6000萬美元 | 1.07億美元 | 87% | 72 |
| 3 | 《怪怪箱》             | 焦点影业 | 2014年9月26日 | 6000萬美元 | 1.09億美元 | 75% | 61 |
| 4 | 《酷寶：魔弦傳說》     | 焦点影业 | 2016年8月19日 | 6000萬美元 | 6932萬美元 | 97% | 83 |
| 5 | 《大冒險家》           | 联美     | 2019年4月12日 |            |            |     |    |
| 6 | 《荒野叢林》           |          | 2026年        |            |            |     |    |
| 7 | 《The Night Gardener》 |          | [ 29 ]        |            |            |     |    |
| 8 | 《Piranesi》           |          | [ 30 ]        |            |            |     |    |

### 短片
| # | 標題                                               | 美國上映日           |
| - | -------------------------------------------------- | -------------------- |
| 1 | 《The Legend Of Cranky Verne》                     | [ 31 ] [ 32 ] [ 33 ] |
| 2 | 《Joe Blow》                                       | [ 33 ] [ 34 ]        |
| 3 | 《Dia de los Muertos》                             | [ 33 ] [ 35 ]        |
| 4 | 《A Dream For Hokusai》                            | [ 33 ] [ 36 ]        |
| 5 | 《They Might Be Giants - Bastard Wants To Hit Me》 | 2005年12月12日       |
| 6 | 《Moongirl》                                       | 2005年9月24日        |
| 7 | 《The Mouse that Soared》                          | 2009                 |
| 8 | 《ParaNorman: The Thrifting》                      | 2025                 |

### 合作
| 年份 | 標題            | 附註             |
| ---- | --------------- | ---------------- |
| 2005 | 《地獄新娘》    | 製作             |
| 2007 | 《加州之王》    | 夢境片段         |
| 2011 | 《豬頭漢堡包3》 | 定格黏土動畫片段 |

## 外部連結
- （英文）LAIKA Studios （页面存档备份，存于）